# Vikas Swarup

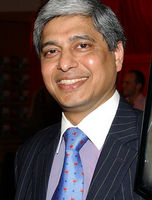
Vikas Swarup

Vikas Swarup (sinh năm 1961)  là một nhà ngoại giao Ấn Độ và một nhà văn nổi tiếng. Ông hiện là Thư ký tại Bộ Ngoại giao, Ấn Độ và trước đây đã từng là Cao ủy Ấn Độ tại Canada và là người phát ngôn chính thức của Bộ Ngoại giao Ấn Độ. Ông được biết đến nhiều nhất với tư cách là tác giả của cuốn tiểu thuyết Q & A, được chuyển thể thành phim Triệu phú ổ chuột, tác phẩm chiến thắng giải Phim hay nhất năm 2009 tại Giải thưởng Viện hàn lâm, Giải Quả cầu vàng và Giải BAFTA.
Swarup gia nhập Bộ Ngoại giao Ấn Độ năm 1986 và phục vụ tại Thổ Nhĩ Kỳ, Hoa Kỳ, Ethiopia, Vương quốc Anh, Nam Phi và Nhật Bản trong các phái bộ ngoại giao Ấn Độ khác nhau. Các tiểu thuyết khác của ông là Sáu kẻ tình nghi và Người học việc tình cờ. Vào tháng 4 năm 2015, ông được bổ nhiệm làm người phát ngôn chính thức của Bộ Ngoại giao Ấn Độ để phụ trách các bộ phận Ngoại giao Công chúng tại New Delhi, kế nhiệm Syed Akbaruddin.
Vào tháng 12 năm 2019, Swarup đảm nhiệm vai trò Thư ký (phía Tây) của Bộ Ngoại giao, phụ trách các mối quan hệ với châu Âu, Trung Á cũng như hệ thống Liên Hợp Quốc.